# Caspar-David-Friedrich-Denkmal (Hochufer bei Vitt)

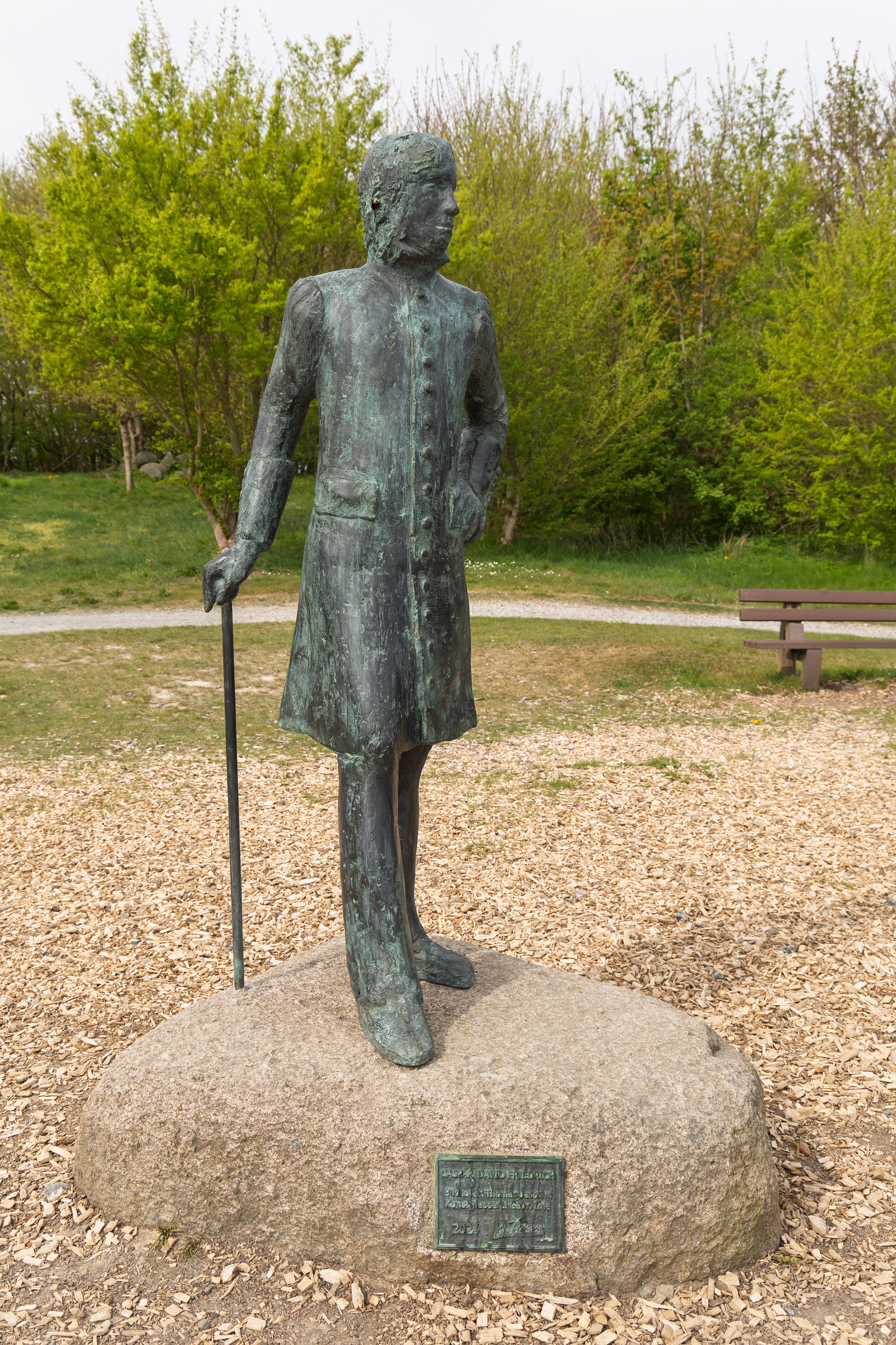

Am Hochufer bei Vitt am Kap Arkona steht seit September 2024 eine Bronzeskulptur von Caspar David Friedrich, gefertigt von Thomas Jastram. Die Figur zeigt im Unterschied zur Skulptur von Jastram in Lauterbach den betrachtenden Friedrich, der auf die Ostsee schaut. Die Bronze steht auf einem Findling. Diese Figur ist im Gehrock mit Stock dargestellt. Friedrich hatte Rügen sieben Mal bereist. Am Geburtstag Friedrichs, der sich am 5. September 2024 zum 250sten Mal jährte, wurde das Denkmal offiziell eingeweiht. Das Projekt wurde von dem Rüganer Naturschutzverein Insula Rugia gemeinsam mit dem Tourismusverband erdacht und umgesetzt. Finanziert wurde es aus privaten Spenden und durch Fördermittel des Landes.